# Флеш Гордон (фільм, 1980)
«Флеш Гордон» (англ. «Flash Gordon») — британсько-американський фантастичний кінофільм 1980 року, знятий Майком Годжесом. Екранізація однойменного коміксу 1930-х років.

## Сюжет
Флеш Гордон, гравець нью-йоркської футбольної команди, вирушає на відпочинок і потрапляє разом зі своєю супутницею Дейл у полон до Володаря Всесвіту — імператора Мінга. Всесильний Мінг збирається знищити Землю, оскільки надалекі люди не розуміють його натяків у вигляді вивержень вулканів і землетрусів, що ним насилаються. Однак Флеш, недовго думаючи, бере ситуацію під свій контроль і разом зі своїми новими друзями — чарівною принцесою Аурою і принцом Беріном — розбиває армію тирана, визволяє з неволі Дейл, що стала наложницею, і рятує Землю.

## У ролях
- Сем Дж. Джонс — Флеш Гордон
- Орнелла Муті — Принцеса Аура
- Мелоді Андерсон — Дейл Арден
- Тімоті Далтон — принц Берін
- Маріанджела Мелато — Кала
- Макс фон Сюдов — Мінг
- Гаїм Тополь — Ганс Зарков, доктор
- Браян Блессід — роль другого плану
- Пітер Вінгард — роль другого плану
- Джон Озборн — роль другого плану
- Джон Галлам — роль другого плану
- Філіп Стоун — роль другого плану
- Сюзанн Даніелль — роль другого плану
- Вільям Гуткінс — роль другого плану
- Стенлі Лебор — роль другого плану
- Бернелл Такер — роль другого плану
- Роббі Колтрейн — роль другого плану
- Олівер Макгріві — роль другого плану
- Джон Голліс — роль другого плану
- Пол Бентолл — роль другого плану
- Леон Грін — роль другого плану
- Грем Кровтер — роль другого плану
- Богдан Коміновскі — роль другого плану
- Кен Сіклен — роль другого плану
- Колін Тейлор — роль другого плану
- Діп Рой — роль другого плану
- Імоджен Клер — роль другого плану
- Фредерік Вордер — роль другого плану
- Енді Бредфорд — роль другого плану
- Террі Форестел — роль другого плану
- Едді Стейсі — роль другого плану
- Джон Ліїз — роль другого плану
- Рой Скеммелл — роль другого плану
- Віва — роль другого плану
- Тоні Скеннелл — роль другого плану
- Френсіс Ворд — роль другого плану
- Тревор Ворд — роль другого плану
- Малколм Діксон — роль другого плану
- Майк Едмондс — роль другого плану
- Джон Гевен — роль другого плану
- Расті Гоффе — роль другого плану
- Майк Коттрелл — роль другого плану
- Пітер Барроуз — роль другого плану
- Боб Гуді — роль другого плану
- Стів Пейн — роль другого плану
- Джим Картер — роль другого плану
- Стюарт Блейк — роль другого плану
- Кріс Вебб — роль другого плану
- Леслі Кровфорд — роль другого плану
- Пітер Брейс — роль другого плану
- Террі Річардс — роль другого плану
- Едді Павелл — роль другого плану
- Тед Керролл — роль другого плану
- Пітер Дункан — роль другого плану
- Лайонел Гайетт — роль другого плану
- Кен Робертсон — роль другого плану
- Гленна Форстер-Джонс — роль другого плану
- Карен Джонсон — роль другого плану
- Розанн Ромайн — роль другого плану
- Джон Галлант — роль другого плану
- Кенні Бейкер — карлик
- Джон Салліван — роль другого плану
- Шон Баррі-Веске — роль другого плану
- Річард Бонгілл — роль другого плану
- Дерек Лайонс — роль другого плану
- Алан Гарріс — генерал

## Знімальна група
- Режисер — Майк Годжес
- Сценаристи — Майкл Аллін, Лоренцо Семпле (молодший)
- Оператор — Гілберт Тейлор
- Композитори — Говард Блейк, Фредді Мерк'юрі
- Художник — Даніло Донаті
- Продюсери — Діно де Лаурентіс, Бернард Вільямс